# Kevin J. Wilson
Kevin J. Wilson es un actor australiano, más conocido por su actuación como productor ejecutivo Sam Murphy en Frontline y como Sir Malcolm en Chances.